# Nanne Dahlman
Nanne Dahlman (ur. 7 września 1970) – fińska tenisistka, reprezentantka kraju w rozgrywkach Pucharu Federacji.
Reprezentowała kluby HVS, GVLK i Smash-Tennis. Była trenowana przez swojego ojca Mauriego. W marcu 1997, po wygranej w mistrzostwach Finlandii, zakończyła karierę.
Jej bratem jest utytułowany hokeista Toni Dahlman (ur. 1979). Ma dwóch synów: Niclasa i Tima.